# Шапур, Парвиз

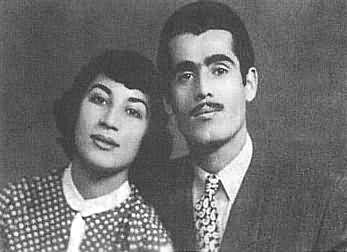
Форуг Фаррохзад и Парвиз Шапур

Парвиз Шапур (23 февраля 1924 — 4 августа 2000) — иранский писатель и карикатурист. Известен своими краткими юмористическими пьесами.
Родился в городе Кум. Получил степень бакалавра экономики, работал в министерстве финансов в Тегеране и Ахвазе. В 1951 году женился на своей шестнадцатилетней троюродной сестре, поэтессе Форуг Фаррохзад, однако они развелись через три года, причём ребёнок был передан Шапуру.